# 2227 Otto Struve
2227 Otto Struve eller 1955 RX är en asteroid i huvudbältet, som upptäcktes 13 september 1955 av Indiana Asteroid Program vid Indiana University Bloomington med Goethe Link Observatory. Asteroiden har fått sitt namn efter astronomen Otto von Struve.
Asteroiden har en diameter på ungefär 4 kilometer.